# Čista srijeda
Pepelnica ili Čista srijeda je kršćanski spomendan kojim započinje korizma.
Slavi se četrdeset dana prije Uskrsa ne računajući nedjelje (to jest 46. dan prije Uskrsa), po uzoru na 40 dana Isusova boravka i kušnji u pustinji.
Pepelnica je početak korizmenog vremena. To je dan pokore, razmišljanja, nemrsa i posta. Na blagdan Pepelnice, svećenik posipa kršćane pepelom uz riječi: „Spomeni se čovječe da si prah i da ćeš se u prah pretvoriti“ (lat. Memento homo, quia pulvis es, et in pulverem reverteris) ili „Obratite se i vjerujte Evanđelju!“.
Post na Pepelnicu i Veliki petak, odnosi se na katolike od navršene 18. do započete 60. godine života, a nemrs za starije od 14 godina.
Pepeo je simbol pokore i poziv je kršćanima na razvijanje duha poniznosti i žrtve, te podsjetnik na Božju velikodušnost i milosrđe prema onima koji mu se obraćaju pokorna srca. Dobiva se od blagoslovljenih palminih grančica korištenih na Cvjetnicu prethodne godine. Pepeo se blagoslivlja svetom vodom i kadi tamjanom. Pepelnica je pomični spomendan pa nije svake godine istog datuma.
U Nacionalnom svetištu sv. Josipa u Karlovcu održava se „Pepelnica umjetnika”.

## Vanjske poveznice
| Portal:Kršćanstvo | Portal: Kršćanstvo |

|  | Zajednički poslužitelj ima još gradiva o temi Čista srijeda |